# Three Women
Three Women är en amerikansk dramaserie vars första säsong består av tio avsnitt. Serien hade premiär den 13 december 2023. Serien är skapad av Lisa Taddeo som även svarat för seriens manus som i sin tur är baserat på Taddeos roman med samma namn (Tre kvinnor på svenska).

## Handling
Serien kretsar kring författaren Gia som övertygar tre kvinnor, entreprenören Sloane, inredaren Lina och studenten Maggie att berätta om sina liv.

## Rollista i urval
- Shailene Woodley - Gia
- DeWanda Wise - Sloane
- Betty Gilpin - Lina
- Gabrielle Creevy - Maggie
- Blair Underwood - Richard
- John Patrick Amedori - Jack
- Ravi Patel - Dr. Henry
- Austin Stowell - Aidan
- Lola Kirke - Jenny
- Jason Ralph - Aaron Knodel
- Blair Redford - Will